# Espadarana durrellorum
Espadarana durrellorum es una especie de anfibio anuro de la familia Centrolenidae.

## Distribución geográfica
Esta especie es endémica de Ecuador. Habita en las provincias de Zamora-Chinchipe y Napo entre los 800y 1150 m sobre el nivel del mar en el lado amazónico de la Cordillera Oriental.

## Descripción
Espadarana durrellorum mide de 25 a 26 mm.

## Etimología
Esta especie lleva el nombre en honor a Gerald Durrell y Lee McGeorge Durrell del Durrell Wildlife Conservation Trust.

## Publicación original
- Cisneros-Heredia, 2007: A new species of glassfrog of the genus Centrolene from the foothills of Cordillera Oriental of Ecuador (Anura: Centrolenidae). Herpetozoa, vol. 20, n.º 1/2, p. 27-34.[4]